# Pierre Vigné de Vigny
Pierre Vigné de Vigny (Saumur, 30 mai 1690 - Paris, 6 août 1772) est un architecte français.

## Biographie
Pierre Vigné de Vigny est le fils de Michel Vigné, marchand de drap de soie à Saumur, et de Marie Brisard. Il épouse la fille de l'orfèvre-joaillier Guillaume Ledoux.

## Réalisations
Pierre Vigné de Vigny a réalisé, entre autres :
- après 1719 la façade de l'hôtel de Chenizot à Paris[3] ;
- entre 1720 et 1724, le logis principal du château de Malesherbes[4] ;
- vers 1722, le Palais de France, à Constantinople.
- vers 1732, pavillon d'entrée de la cour du Dragon sur le carrefour Saint-Benoît (actuelle rue de Rennes) ; détruit en 1954[5] ;
- à partir de 1739, l'hospice général de Lille[6] ;
- en 1742, l'hôtel de Saint-Cyr[7] ;
- en 1761, pavillon du jardin du château d'Ancy-le-Franc[8]

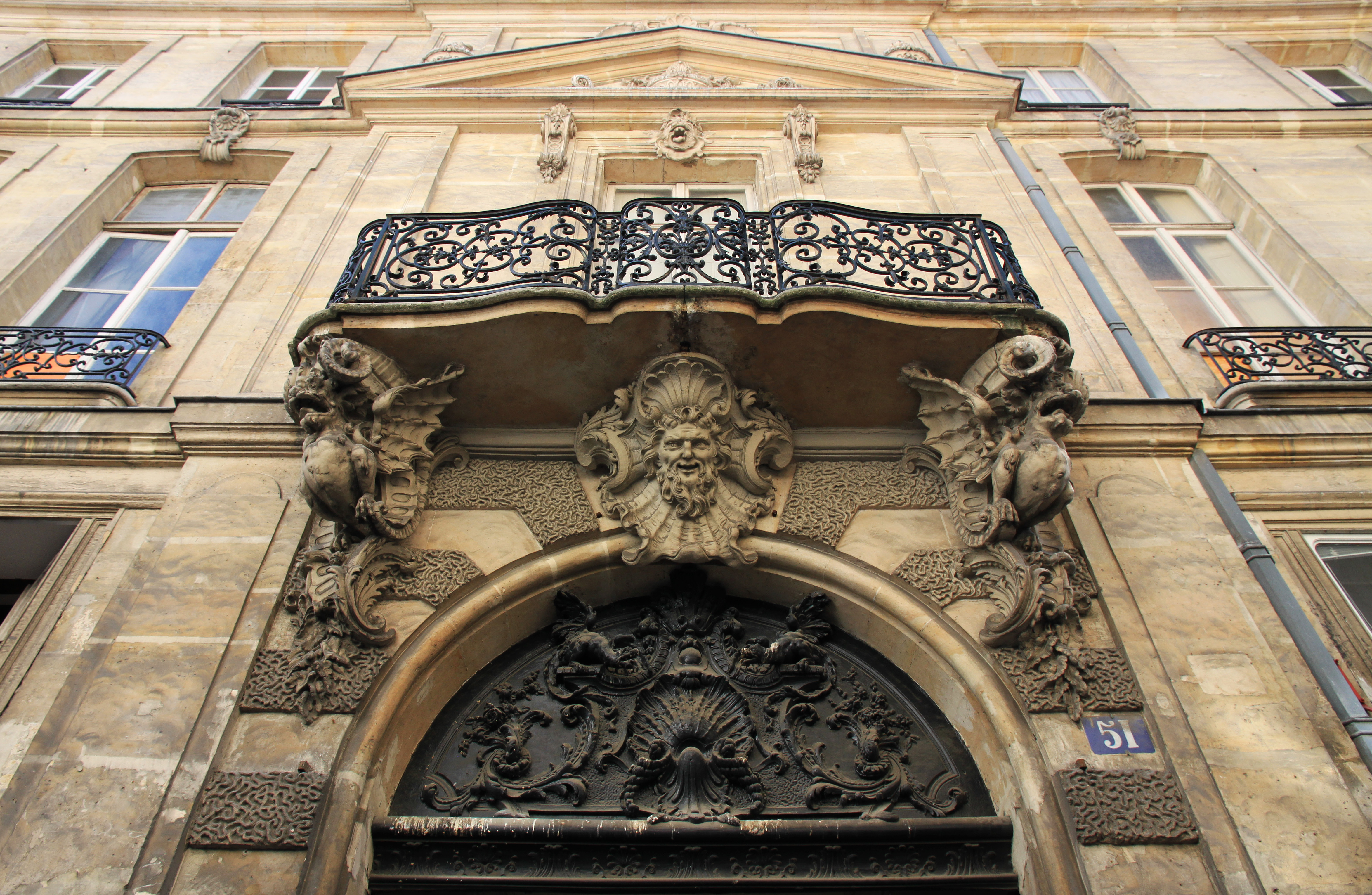
Hôtel de Chenizot
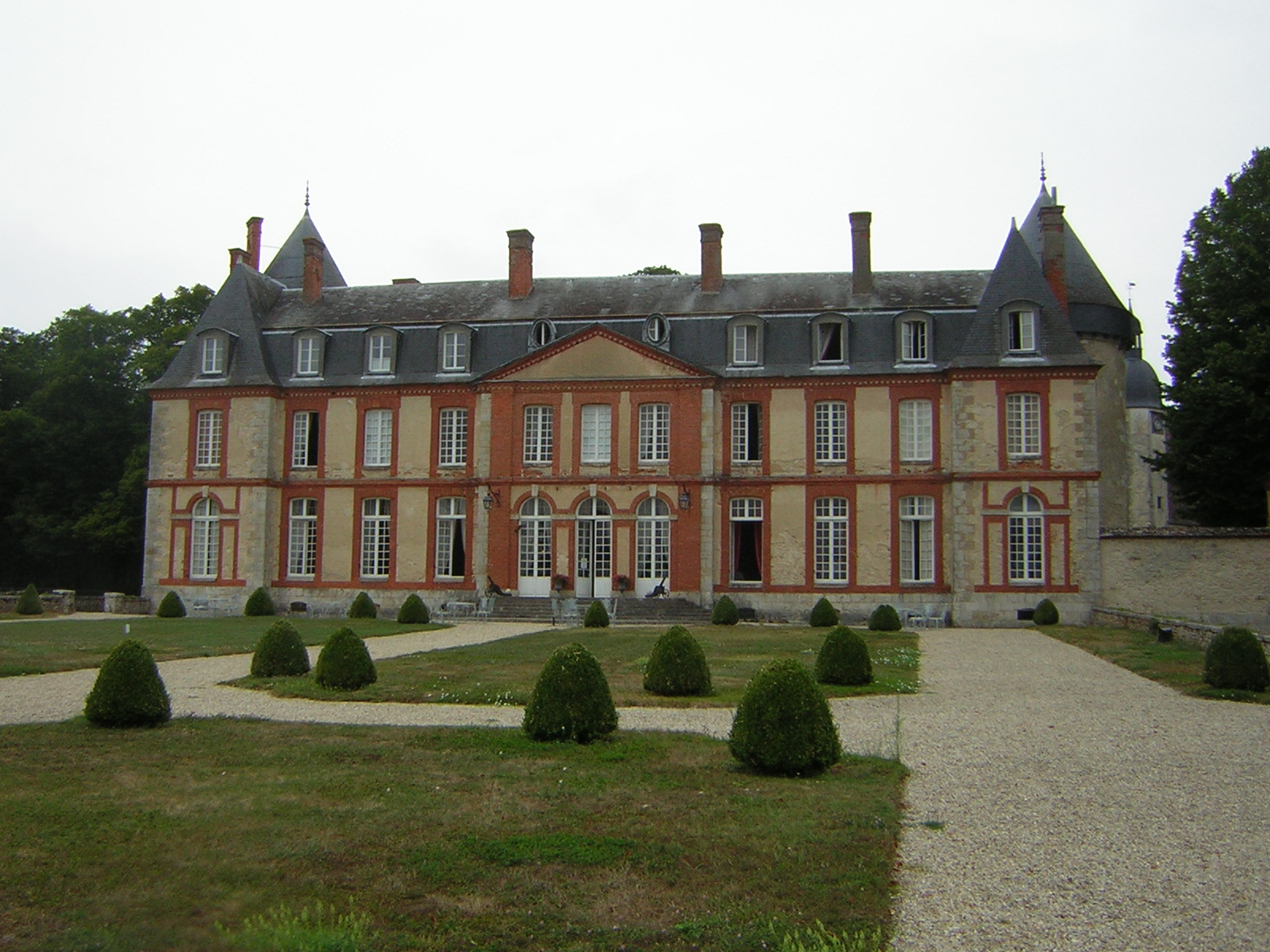
Château de Malesherbes
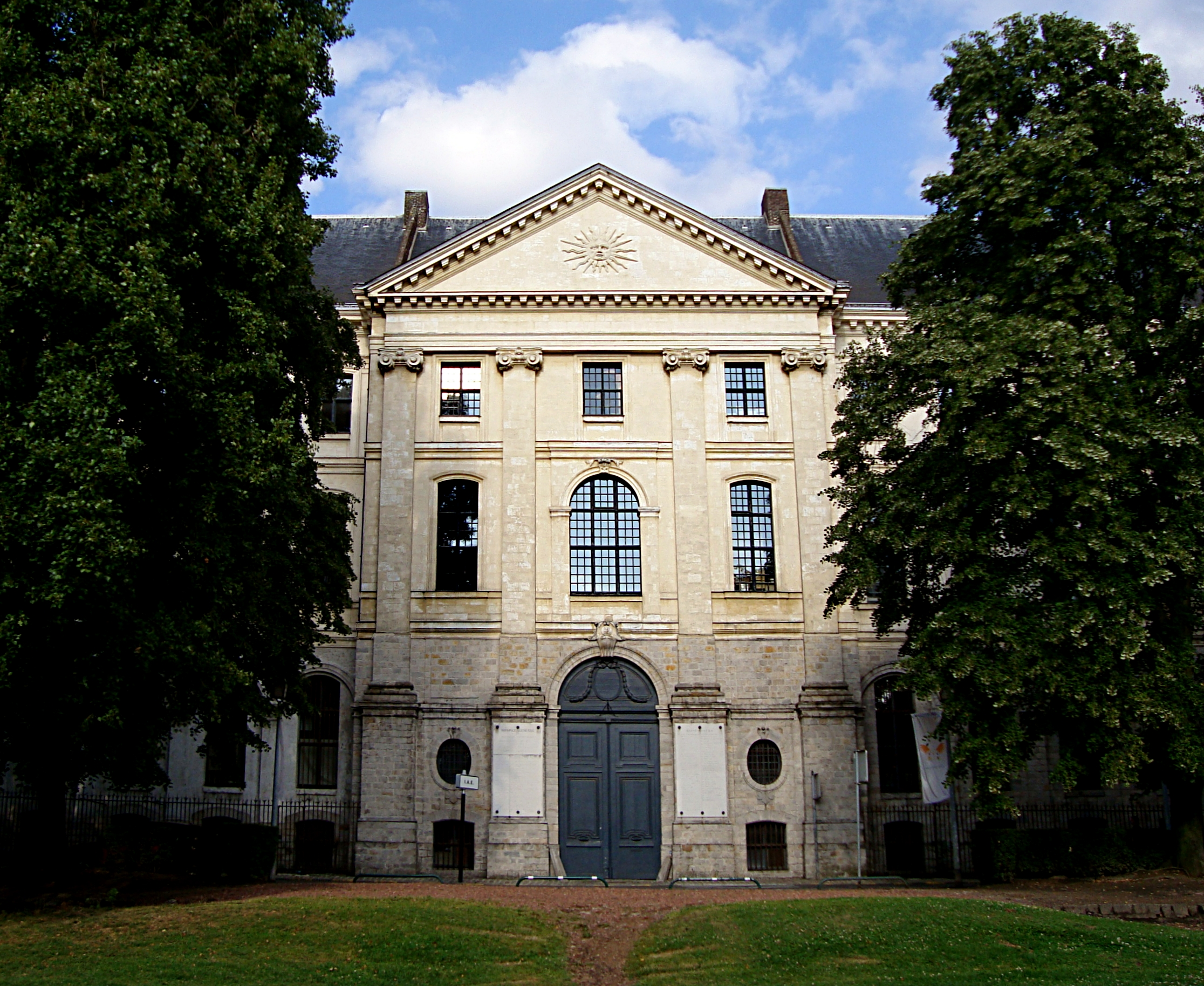
Hospice général de Lille